# Hylettus spilotus
Hylettus spilotus är en skalbaggsart som beskrevs av Monné 1982. Hylettus spilotus ingår i släktet Hylettus och familjen långhorningar. Inga underarter finns listade i Catalogue of Life.